# Григорьев, Юрий Николаевич (художник)
Ю́рий Никола́евич Григо́рьев (9 октября 1951, Самбор — 3 сентября 2024, Уфа) — советский и российский художник-график. Член СХ РФ с 2000 года. Заслуженный работник культуры Республики Башкортостан (2001). Заслуженный работник культуры Российской Федерации (2022).

## Биография
Григорьев Юрий Николаевич родился 9 октября 1951 года в г. Самборе Дрогобычской области Украинской ССР.
В 1971 году окончил Уфимское педагогическое училище № 2.
Специальное образование — художественно-графический факультет Уфимского филиала МГОПУ имени М. А. Шолохова (ныне — МГГУ имени М. А. Шолохова; 2003). Дипломная работа в БГПУ имени М. Акмуллы: «Мирон Фёдорович слушает птиц» (эскиз картины, х. м.).
С 1971 работал в Уфе: с 1977 года — преподаватель Уфимской школы искусств № 1, с 1989 года — педагог детской художественной школы № 1 имени А. А. Кузнецова, с 2002 года — методист Республиканского учебно-методического центра по образованию.
Григорьев, Юрий Николаевич — организатор Открытого республиканского конкурса детского художественного творчества имени А. А. Кузнецова (1991), Всероссийского конкурса детского юмористического рисунка «Черниковская котовасия» (1998; оба — Уфа).
Жил и работал в г. Уфе.
Местонахождение произведений в собраниях музеев и картинных галерей: Дом юмора и сатиры в г. Габрово (Болгария), собрание Международного салона юмора в г. Бордигера (Италия), собрание Международного салона карикатуры (Монреаль, Канада), собрание Международного салона сатирической графики (Легница, Польша).

### Смерть
Умер 3 сентября 2024 года в возрасте 72 лет.

## Работы
Карикатуры «Старая пена», 1983; циклы «История», 1987; «По поводу перестройки», 1989
Шаржи (серия шаржей на художников, 1998), плакатов («Мы победим!», 1985; «Пей до дна», 1988)
Иллюстрации к повестям «Ночь перед Рождеством» (1996) Н. В. Гоголя, «История одного города» (2002) М. Е. Салтыкова-Щедрина.
Композиции (серия «Родина моей мамы», 1998), пейзаж («Мгновение», 1997), натюрморт (серия «Осенний полёт», с 2001).

## Выставки
Григорьев Юрий Николаевич — участник выставок с 1974 года, международных — с 1983 года.
Персональные выставки в Уфе (1983, 1986, 1997).

## Награды и звания
- Заслуженный работник культуры Российской Федерации (14 сентября 2022) — за большой вклад в развитие отечественной культуры и искусства, многолетнюю плодотворную деятельность[2].
- Заслуженный работник культуры Республики Башкортостан (2001).
- Диплом Третьего независимого международного биеннале графики «Белые Интерночи» (2006; Санкт-Петербург).
- Лауреат международного конкурса юмористического рисунка «Новый город» (г. Тольятти; 1997).
- Лауреат Республиканской выставки произведений преподавателей детских художественных школ и школ искусств (Уфа; 2003).